# Midnight Club 3 - DUB Edition
Midnight Club 3: DUB Edition är ett racingspel, som är gjort av Rockstar San Diego och utgivet av Rockstar Games. Detta är den tredje delen i spelserien Midnight Club.

## Xbox 360 bakåtkompatibilitet
Xbox 360 stödjer inte detta spelet i bakåtkompatibilitet. Det är okänt om Microsoft kommer att släppa en uppdatering så spelet blir spelbart på Xbox 360.

## Soundtrack
Spelet innehåller 103 låtar. Allt från hiphop till rock.
| - Alex Smoke - Rotwang - Amazon - Stadium - Apathy - Drive It Like I Stole it - Ash - Meltdown - Birdman - Get Your Shine On (ft. Lil Wayne) - B.G. - Dog Ass - B.G. - All Eyes On Me - Blue Rum 13 - Tether - Blue Rum 13 - Skit 2 - Blue Rum 13 - Thirst - Blue Rum 13 - Hop (Exclusive) (ft. Dr. Doon) - Big Tymers - Get Your Roll On - Big Tymers - Put That S*** Up (ft. Lac, Stone, and Mikkey) - Bump J - On The Run - Calyx - Through Your Eyes (ft. Ill.Skillz) - Calyx - Are You Ready - Calyx - Chasing Shadows - Calyx - Collision Course - Calyx - Follow The Leader - Calyx - Get Myself To You - Calyx - Illusions - Calyx - Just You - Culture Shock - Vega - Dark Energy - Midnight Sunshine - Deep Blue - Helicopter Tune - Dom & Roland - Archaeon - Dom & Roland - Imagination - Dom & Roland - Soundwall - E-Sassin - Interface - Fabolous - Gangsta - Fabolous - Ghetto - Fabolous - Keepin' It Gangsta - Fabolous - Real Talk (123) - Fat Joe - Safe 2 Say (The Incredible) - Fix - Bite Before You Bark - Fix - Flash - Future Prophecies - Final Fantasy - Hundred Reasons - Stories With Unhappy Endings - Idlewild - A Modern Way Of Letting Go - Jean Grae - Going Crazy - Jean Grae - Haters Anthem - Jimmy Eat World - Pain - Kasabian - Club Foot - Knights of the Jaguar - Jaguar - Lady Saw - Strip Tease - Lil Wayne - Go DJ - Los Hermanos - Queztal - Glen Williams. - Denang - Glen Williams. - Fire Fire - Mannie Fresh - Real Big - Marilyn Manson - Rock is Dead | - The Martian - Lost Transmission - The Martian - Search Your Feelings - The Martian - Sex In Zero Gravity - The Martian - Stardancer - Mash-Out Posse - Robbin' Hoodz - Morningwood - Jetsetter - Mr. De' - The Zoo - Mr. De' - Throw - Mr. Vegas - Pull Up (ft. Wayne Anthony) - Nine Inch Nails - The Hand That Feeds - NOISIA - Believe - NOISIA - Cold Veins - Omni Trio - Renegade Snares - Peaches - Kick It (ft. Iggy Pop) - Petey Pablo - Freek-a-Leek - Pilot to Gunner - Barrio Superstarrio - Pitbull - Dammit Man (ft. Piccallo) - Queens of the Stone Age - Little Sister - Roy Jones, Jr. - Body Head Anthem (ft. Magic & Choppa) - Sean Paul - Like Glue - Slim Thug - Like a Boss - Suburban Knight - Night Strike - Suburban Knight - Nocturbulous - Suburban Knight - The Warning - T.I. - ASAP - T.I. - U Don't Know Me - Tek Brothers - Funktion - The Explosion - No Revolution - The Game - How We Do (ft. 50 Cent) - The Ratt Pakk - Disco 2001 - The Ratt Pakk - Epish - The Ratt Pakk - Cornbread - The Ratt Pakk - Spaced Out - The Ratt Pakk - Flight Deck - The Ratt Pakk - Deep South - Trick Daddy - Jump On It - Twista - Like a 24 - Twista - Overnight Celebrity - Twista - Sunshine - Antonio - Eastside Tha Realess - Two Culture Clash - ...And Dance - Two Culture Clash - This Anuh Rampin' - Unwritten Law - F.I.G.H.T. - Uptight Sound System - Righteous Dub - Underground Resistance - Amazon - Underground Resistance - High Tech Jazz - Underground Resistance - Jupiter Jazz - Ying Yang Twins - Hanh! - Beenie Man - King of Dance Hall - Sean Paul - Like Glue - Beenie Man - Dude |